# Charisma Carpenter
Charisma Lee Carpenter (Las Vegas, 23 juli 1970) is een Amerikaanse actrice.
Carpenter, vernoemd naar een parfum, verhuisde naar Rosarita City (Mexico) toen ze 15 was en al snel weer naar San Diego.
In 1991 begon zij te werken als cheerleader bij het American footballteam de San Diego Chargers.
In 1992 verhuisde Carpenter naar Los Angeles, waar ze in reclames speelde. Ook speelde ze in het theater en na haar gastrol in Baywatch in 1994, werd ze film- en televisieactrice. Door haar rol in Baywatch, kreeg Carpenter de kans van regisseur Aaron Spelling om in de serie Malibu Shores te spelen in 1996. Later zou ze in 2005 nog een gastrol vertolken in een van Spellings' succesvolste series; Charmed.
Carpenters eerste acteerklus die meer behelsde dan een gastrol was de rol van Cordelia Chase in 57 afleveringen van Buffy the Vampire Slayer in 1997-1999. Daarna speelde ze hetzelfde personage nog 90 afleveringen in de spin-off Angel.
Ze poseerde in fotoreportages voor onder meer Maxim, FHM en de Amerikaanse Playboy (juni 2004).
In 2002 trouwde Carpenter met Damian Hardy, met wie ze in 2003 een zoon kreeg. Het stel scheidde op 8 juli 2008.

## Filmografie en televisie
*Exclusief eenmalige gastrollen
- Malibu Shores -  Ashley Green (1996) (televisieserie)
- Buffy the Vampire Slayer - Cordelia Chase (1996-1999) (televisieserie)
- Angel - Cordelia Chase/Jasmine (1999-2003; 2004 afl. You're Welcome) (televisieserie)
- Strange Frequency 3 (segment Don't Fear the Reaper) - Jules (2001) (televisiefilm)
- See Jane Date - Jane Grant (2003) (televisiefilm)
- Miss Match - Serena Lockner (2003) (televisieserie)
- Charmed - The Seer/Kira (2004) (televisieserie)
- Veronica Mars - Kendall Casablancas (2005-2006) (televisieserie)
- Flirting with Danger - Laura Clifford (2006) (televisiefilm)
- Voodoo Moon - Heather (2006) (televisiefilm)
- Cheaters' Club - Linda Stern (2006) (televisiefilm)
- Big Shots - Janelle Johns (2008) (televisieserie)
- House of Bones - Heather Burton (2010) (televisiefilm)
- Psychosis - Susan (2010)
- The Expendables - Lacy (2010)
- Greek - Tegan Walker (2007-2011) (televisieserie)
- Deadly Sibling Rivalry - Janna / Callie (2011) (televisiefilm)
- Crash Site - Rita Saunders (2011)
- Obsession - Sonia Paston (2011) (televisiefilm)
- The Expendables 2 - Lacy (2012)
- The Lying Game - Ann Rebecca Sewell/Rebecca Sewell Rybak (2012-2013) (televisieserie)
- Ghostquake - Bibliothecaresse (2012) (televisiefilm)
- Doorway to Heaven - Julie Taylor (2012)
- Surviving Evil - Presentatie (2013) (documentaireserie)
- Bound - Michelle Mulan (2015)
- A Horse Tail - Samantha Harrison (2015)
- Girl in Woods - Mama (2016)
- Mommy's Secret - Anne Harding (2016) (televisiefilm)
- The Griddle House - Mae-Bee (2018)
- Mail Order Monster - Sydney Hart (2018)
- The Good Father: The Martin MacNeill Story - Michele MacNeill (2021) (televisiefilm)

- Biblioteca Nacional de España: XX1784715
- Bibliothèque nationale de France: cb14161987r (data)
- Gemeinsame Normdatei: 1091098980
- International Standard Name Identifier: 0000 0001 1470 4699
- Library of Congress Control Number: no2001080351
- Nationale Bibliotheek van Polen: a0000001728824
- Système universitaire de documentation: 242136435
- Virtual International Authority File: 34112552
- WorldCat: E39PBJvXk6HRMcHhGyccb7GbVC